# Heritiera burmensis
Heritiera burmensis är en malvaväxtart som beskrevs av André Joseph Guillaume Henri Kostermans. Heritiera burmensis ingår i släktet Heritiera och familjen malvaväxter. Inga underarter finns listade i Catalogue of Life.